# Čierny potok (přítok Hruštínky)
Čierny potok je potok na Oravě, na rozhraní okresů Dolný Kubín a Námestovo. Jde o pravostranný přítok Hruštínky, měří 2,6 km a je tokem V. řádu.

## Pramen
Pramení v Oravské Maguře, v podcelku Kubínska hoľa na severním svahu Čierného vrchu (1 319,0 m n. m.) v nadmořské výšce přibližně 1 220 m n. m.

## Popis toku
Teče víceméně směrem na sever, z pravé strany přibírá přítok (910,6 m n. m.) z oblasti Dvou pňů a vytváří výrazný oblouk prohnutý na západ. Zprava pak ještě přibírá přítok z oblasti Nad Zábavou a západně od osady Zábava, jihozápadně od obce Hruštín, ústí v nadmořské výšce cca 790 m n. m. do Hruštínky.